# Three (Band)
Three war eine englisch-amerikanische Adult-Oriented-Rock-Band, in der Keith Emerson und Carl Palmer von Emerson, Lake and Palmer spielten.

## Geschichte
Bereits Ende 1986 erhielt der amerikanische Sänger, Gitarrist, Bassist und Songwriter Robert Berry ein Angebot vom ehemaligen ELP- und Asia-Schlagzeuger Carl Palmer, mit ihm zusammen eine neue Band zu gründen. Palmer war auf den jungen Kalifornier durch ein Band aufmerksam geworden, das ihm John Kalodner von Geffen Records (der Plattenfirma von Palmers voriger Band Asia) gegeben hatte. Mögliche Besetzungen hätten entweder den ehemaligen Rainbow- und Deep-Purple-Sänger Joe Lynn Turner und den ehemaligen Foreigner-Keyboarder Al Greenwood oder den Keyboarder Don Airey einbezogen. Doch die gemeinsamen Proben der beiden möglichen Besetzungen waren für alle Beteiligten unbefriedigend und keine der Bands kam zustande. Berry schloss sich auf Vorschlag von Carl Palmers und GTRs Manager Brian Lane der zweiten Besetzung von Steve Howes Band GTR an.
In der Zwischenzeit versuchte Lane, Emerson, Lake and Palmer wieder zusammenzubringen. Im März 1987 probten die drei Musiker für zwei Wochen miteinander, doch das bereits schlechte Verhältnis zwischen Keith Emerson und Greg Lake verwandelte sich in offene Feindschaft, und der Versuch einer Wiedervereinigung ELPs scheiterte.
Danach versuchte Palmer, mit seinem ehemaligen ELP-Kollegen Keith Emerson ein neues Projekt auf die Beine zu stellen und Lane und Palmer schlugen als drittes Mitglied der zukünftigen Band Robert Berry vor. Als Berry dieses erneute Angebot erhielt, und dazu die Aussicht hatte, mit Keith Emerson zusammenzuarbeiten, verließ er im Frühjahr 1987 GTR und reiste nach London. Anfangs war auch noch die Songwriterin Sue Shifrin beteiligt, sie schied jedoch später aus dem Projekt aus. Im Juni 1987 wurden erste Demos aufgenommen: Berrys Talkin' 'bout, das von den GTR-Sessions übriggeblieben war, Emersons On my Way Home, eine Coverversion des Byrds-Hits Eight Miles High und ein weiteres Stück, das nie veröffentlicht wurde. Zu diesem Zeitpunkt sollte die neue Band „Smoking Gun“ heißen, später favorisierten die Musiker den Namen „Czar“. Manager Brian Lane versuchte nun, mit Hilfe dieser Demos, das Interesse einiger Plattenfirmen auf die Band zu lenken, und Geffen Records nahm sie unter Vertrag.
Als Background-Sängerinnen engagierte man Suzie O’List, Lana Williams und Kim Edwards.
Im September und Oktober 1987 wurde dann das erste und einzige Album der neuen Band, die sich nun 3, bzw. Three nannte, in den Londoner E-Zee- und West-Side-Studios aufgenommen.

## Album „To the Power of Three“
Im Mai 1988 erschien das Debüt- und einzige Album unter dem Titel To the Power of Three. Auch wenn Emerson und Palmer aus dem Progressive-Rock-Genre stammten, muss man das Album dem AOR zuordnen, da der Hauptanteil der Musik vom stark Westcoast-beeinflussten Berry geschrieben wurde.
To the Power of Three war wenig erfolgreich und erreichte lediglich einen enttäuschenden Platz 97 in den amerikanischen Charts. Die Single Talkin' 'bout erreichte Platz 9 der mainstream-Rock-Charts.

## Tournee
Auf die Veröffentlichung des Albums folgte eine Tournee durch kleine Hallen in den USA und Kanada, die vom 6. April bis zum 21. Mai 1988 dauerte und 35 Konzerte umfasste. Dafür wurde der Gitarrist Paul Keller von Berrys alter Band Hush engagiert, während Robert Berry den Bass übernahm, als Background-Sängerinnen kamen Debby Parks und Jennifer Steele hinzu. Auf der Tour wurde eine Mischung aus ELP- und Three-Stücken gespielt, um die Anhänger von Emerson, Lake and Palmer auch für die neue Band zu gewinnen. Die Setlist eines Konzertes in New York City vom 14. April 1988 lautete:
- Fanfare for the Common Man (ELP)
- Desde la Vida (Three)
- Hoedown (ELP)
- Lover to Lover (Three)
- You do or you don't (Three)
- Talkin' 'bout (Three)
- Piano Improvisation/Creole Dance (Emerson)
- On my Way Home (Three)
- Runaway (Three)
- Shadow of Love (Coverversion des 1966 veröffentlichten Single-Hits „Standing in the Shadows of Love“ der Four Tops)
- America/Rondo/Drum Solo (ELP)
- Eight miles High (Byrds/Three)/Peter Gunn Theme (ELP)

Eine geplante Europatour kam aufgrund mangelnden Erfolgs des Albums nicht zustande.

## Auflösung
Nach dieser Tournee kehrten Emerson und Palmer nach England, Berry ins kalifornische San Jose zurück, wo er begann, Songs für ein zweites Three-Album zu schreiben. Bei einem Treffen in London stellte Berry neue Songs vor, darunter The Otherside, das später auf Berrys Solo-Album Pilgrimage to a Point veröffentlicht wurde, und The Last Ride into the Sun, einen Song, der auf Ideen Emersons und Palmer beruhte, und den er im klassischen Stil ELPs arrangiert hatte, was allerdings bei den beiden anderen Musikern auf wenig Gegenliebe stieß. Enttäuscht von dem geringen Erfolg des Albums hatte Geffen sich aus der Werbung für Three weitgehend zurückgezogen und in der Folge war es vor allem Keith Emerson, dem wegen der Mischung aus Westcoast-AOR und allzu verwässertem Progressive Rock die Lust an Three verlorengegangen war. Ende 1988 gab das Management bekannt, dass die Band sich aufgelöst hatte.
Carl Palmer reformierte 1989 mit John Wetton zusammen Asia. Keith Emerson wandte sich seiner Solokarriere zu, tourte aber 1990 mit Jeff Baxter (Steely Dan, Doobie Brothers), John Entwistle (The Who), Joe Walsh (Eagles) und dem profilierten Studiodrummer Simon Phillips unter dem Bandnamen The Best 1990 durch Hawaii und Japan. Ein Album dieser Besetzung kam nicht zustande. 1992 taten sich Emerson, Lake & Palmer doch wieder zusammen und veröffentlichten das Comeback-Album Black Moon. Berry hatte ELP den Song Another Man für das Album angeboten, er wurde jedoch von der Band abgelehnt, vermutlich war er mit seinem kurzen Schlagzeugintro, dem auf der Akustikgitarre gespielten 6/8-Takt und dem abschließenden Keyboardsolo dem ELP-Klassiker Lucky Man allzu ähnlich.
Berry rief nach der Auflösung von Three seine alte Robert Berry Band wieder ins Leben und arbeitete später als Produzent und Solokünstler.

## Unveröffentlichtes Material
Die live präsentierte Four-Tops-Coverversion Shadow of Love wurde erst 2015 auf einer Live-Doppel-CD veröffentlicht. Auf Berrys Solo-Album Pilgrimage to a Point (1992) ist einiges Three-Material zu hören: Der Song You've Changed (Berry) war als Single für das zweite Three-Album konzipiert, ebenso für ein zweites Three-Album vorgesehen waren Shelter (Berry/Palmer), The Other Side (Berry) und Last Ride into the Sun (Emerson/Berry/Palmer). Darüber hinaus arbeitete Berry auch für Projekte im weiteren Umkreis von Three: So war der Song Another Man, ebenfalls auf Pilgrimage to a point, für das ELP-Comeback-Album Black Moon vorgesehen, es wurde jedoch von der Band abgelehnt. Auf einer zweiten Auflage von Pilgrimage to a Point wurde der GTR-Song Tomorrow durch einen Progressive-Rock-Titel namens The Blame von etwas mehr als neun Minuten Laufzeit ersetzt. Es ist unklar, für welches Projekt er vorgesehen war.

## Diskografie

### Alben
- 1988: To the Power of Three
- 2015: Live Boston ’88 (Rockbeat Records)
- 2018: The Rules Have Changed (als 3.2) Songs sind von 2015–2018 1
- 2021: Third Impression (als 3.2) 2

### Live-Alben
- 2015: Live Boston '88  3
- 2017: Live Rockin at the Ritz 88  4

### Single
- 1988: Talkin’ Bout

### Bootlegs
- 1988: Live in The City
- 1998: Howdown in Ritz!
- 1998: Boston, MA 4/15/1988